# Dendropsophus rossalleni
Dendropsophus rossalleni é uma espécie de anfíbio da família Hylidae.
Pode ser encontrada nos seguintes países: Brasil, Colômbia, Equador, Peru e possivelmente em Bolívia.
Os seus habitats naturais são: florestas subtropicais ou tropicais húmidas de baixa altitude e marismas intermitentes de água doce.